# HD 188753
HD 188753は、はくちょう座の方角、地球から約151光年の距離にある、三重連星系である。2005年に太陽系外惑星の存在が発表されたが、後にその証拠がみられないとされ、惑星を持つ星系には数えられていない。

## 星系

HD 188753系のアニメーション

1895年に、HD 188753は二重星であることが発見された。主星と伴星の離角はおよそ0.3秒、明るさにあまり差はなかった。相対的な位置の時間変化を調べることで、HD 188753が連星だとわかり、軌道要素も見積もられた。1977年には、視線速度の分析から、HD 188753が三重連星系であることが明らかになった。
主星HD 188753 Aは、太陽に似た恒星と考えられ、質量は太陽よりわずかに大きい。この主星から12.3AU離れたところに、公転周期154日、離心率0.175、軌道長半径およそ0.67AUという軌道で公転しているよりコンパクトな連星が存在する。この伴星系の2つの恒星（HD 188753 Ba / HD 188753 Bb）は、質量がそれぞれ0.96太陽質量、0.67太陽質量と推定される。伴星系は、主星の周りを約25.7年の周期で公転し、軌道離心率は約0.50である。楕円軌道なので、近点距離は6.2AUになる。

## 惑星候補
2005年、カリフォルニア工科大学の天文学者コナツキが、HD 188753星系における惑星候補HD 188753 Abを発見した、と発表した。HD 188753のような三重連星系で惑星が発見されるのは初めてではなく（例えば、はくちょう座16番星）、主星と伴星の距離が大きい三重連星系では他にも惑星が発見されている。一方、HD 188753 Abは伴星も近いので、惑星上からは太陽が3つあるようにみえると予想され、発見者のコナツキはこれを、映画『スター・ウォーズ』に登場する惑星タトゥイーンに例えた。
しかし、この惑星の発見には疑問が呈された。惑星候補HD 188753 Abは、木星よりやや質量が大きいホット・ジュピターとみられ、HD 188753 Aの周りを3.35日（80時間）で一周し、母星との距離は800万km（0.05AU）と見積もられた。HD 188753のような、主星と伴星の距離が近い連星系における惑星の形成は、現在主流の惑星形成理論に反する。一般に、巨大惑星は、原始惑星系の外の方で形成され、ホット・ジュピターとなる場合は、誕生後に母星の近くへと移動したと考えられる。HD 188753星系の場合、近くにある伴星の影響により、原始惑星系円盤は最大でも2.7AUまでしか存在できない。これは、木星型惑星の形成が起こる領域の半分程度の大きさでしかなく、現在の連星系で惑星形成が起こったとは考えられない。惑星の存在を可能にする一つの仮説としては、惑星はHD 188753 Aが単独星であった時代に形成され、その後近くにあった連星系（現在のHD 188753 B）と重力的に結び付いて、三重連星系になったとするものがある。
観測的に惑星HD 188753 Abの存在を確定させる試みは、うまくいっていない。2007年、ジュネーブ天文台のグループは、惑星が存在するならば十分検出できるはずの精度で視線速度を測定したが、惑星の兆候は検出できなかった。その後、惑星の存在を支持する証拠はみつかっていない。